# Formotérol
Le formotérol (noms commerciaux : Foradil®, Oxis®) est un médicament β2-mimétique, bronchodilatateur.

## Chimie
Les atomes de carbone 11 (portant un groupe hydroxyle) et 15 (portant un groupe méthyle) sont chiraux. Le formotérol se présente donc sous la forme de deux paires d'énantiomères, diastéréoisomères entre elles et vraisemblablement, seul un stéréoisomère a une action médicamenteuse mais on ignore lequel.

## Efficacité
En addition avec des corticoïdes, il améliore les paramètres ventilatoires et diminue la fréquence des exacerbations asthmatiques.

## Effets secondaires
Le formotérol est, en règle, bien toléré, même s'il peut donner, comme tout β2-mimétique, une tachycardie, des tremblements, des maux de tête.
En novembre 2005, la Food and Drug Administration américaine déclare que les β2-mimétiques à longue durée d'action pouvaient être impliqués dans une aggravation des symptômes parfois mortelle notamment lors d'utilisation sous forme non associée dans la maladie asthmatique. Cela n'a pas été confirmé par des études ultérieures.